# Valeriana chiapensis
Valeriana chiapensis är en kaprifolväxtart som beskrevs av Barrie. Valeriana chiapensis ingår i släktet vänderötter, och familjen kaprifolväxter. Inga underarter finns listade i Catalogue of Life.